# Pâté de canard d'Amiens
Le pâté de canard d'Amiens est une spécialité qui aurait été créée, à Amiens, en 1643 et, déjà célébrée par Madame de Sévigné au XVIIe siècle.

## Historique
Il est possible que le pâté de canard d'Amiens existait déjà au XIIe siècle ainsi que le pâté de carpes de la Somme que les échevins d'Amiens consommaient le premier dimanche de carême, jour des Brandons.
La pâté de canard aurait été créé en 1643 par un certain Antoine Degand. Selon la tradition orale, on promit à Degand, emprisonné à Amiens, de le libérer s’il réussissait à créer un plat qui satisferait le roi Louis XIII et le cardinal de Richelieu, séjournant à Amiens après la prise d’Arras. Ce fut un succès, le pâté de canard aurait plu aux deux personnages. La tradition orale prétend que, dans le courant du XVIIe siècle, Madame de Sévigné aurait fort apprécié le pâté de canard.  
Au départ, le pâté était fabriqué avec un canard entier, farci et cuit au four et entouré d’une croûte dorée. Par la suite, on utilisa du canard désossé. À partir de la fin du XIXe siècle, on trouve inclus du foie gras.

## Caractéristiques
Il s'agit d'un pâté en croûte à base de canard, gorge de porc, viande maigre, pommes reinettes, cognac, truffes ou champignons, échalote, pain de mie, œuf, épices à pâté, sel et poivre.
La farce constituée des ingrédients, de la chair de canard et des abats est recouverte de pâte brisée avec une cheminée. Après la cuisson, la préparation étant refroidie, de la gelée est versée par la cheminée.